# マーク・フィーリー

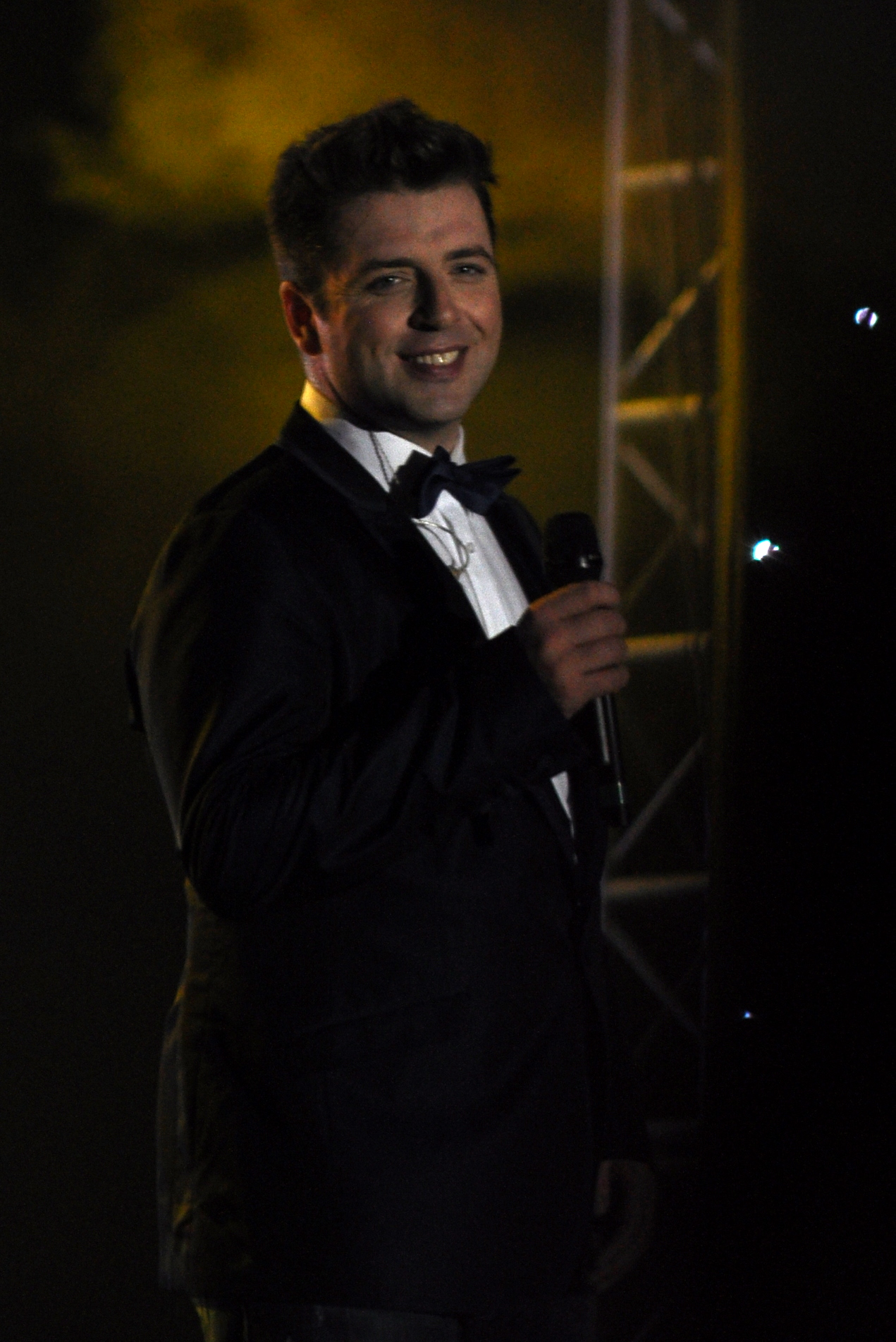
マーク・フィーリー

マーカス・フィーリー（Marcus Michael Patrick Feehily, 1980年5月28日 - ）は、マーク・フィーリーの愛称で知られるアイルランド人歌手。アイルランド共和国で結成され、UKなど広く国外でも活動していた人気グループ、ウエストライフの一員。弟が2人いる。
ウエストライフのメンバーの中でもソロパートが多く、2012年のグループ解散後はソロ・シンガーとして活動。2015年2月に第一弾シングルをリリースし、同年10月にソロとしてのデビューアルバム、「ファイアー」を発表した。

## 私生活
2005年8月、フィーリーはイギリスのタブロイド紙「ザ・サン」にて、自身がゲイであることを公表した。自身の性的指向を認識したのは14歳か15歳のときであったと語っており、家族やバンドのメンバー、親しい友人たちには以前から知らせていたというが、ウエストライフの一員として芸能活動をする上では公にしていなかった。また、このときの「ザ・サン」のインタビューにおいて、同年2月に解散した5人組グループ「V（ファイヴ）」のメンバーで、プロの写真家となったイギリス人、ケヴィン・マクデイド（Kevin McDaid）と同年1月から交際していることも明らかにした。Gay.comのインタビューでは、「ゲイであることを誇りに思っている」と語っている。
イギリスでは2005年12月から同性カップルがシビル・パートナーシップを結ぶことが可能となった（日本ではこれが「事実上の同性結婚」と扱われたが、「結婚」とは社会的な意味が異なる）。フィーリーはマクデイドとのシビル・パートナーシップに前向きな考えを示しており、2010年2月に両者の「婚約」がフィーリーのTwitterアカウントから告知されたが、2011年12月31日に両者の関係の終焉が、同じくTwitterアカウントで告知された。